# Raymond Albert Wheeler

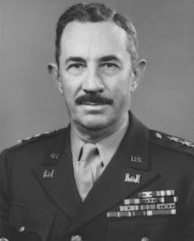
Raymond A. Wheeler

Raymond Albert Wheeler (* 31. Juli 1885 in Peoria, Illinois; † 8. Februar 1974 in Washington, D.C.) war ein US-amerikanischer Generalleutnant der US Army, der zuletzt zwischen 1945 und 1949 Chefingenieur des US-Heeres (Chief of the US Army Corps of Engineers) war.

## Leben
Wheeler, ältestes von sechs Kindern von Stephen Andrew Wheeler und dessen Ehefrau Margaret Maple Wheeler, begann 1907 eine Offiziersausbildung an der US Military Academy (USMA) in West Point, die er 1911 abschloss. Er nahm an der Besetzung von Veracruz 1914 teil und nach dem Kriegseintritt der Vereinigten Staaten in den Ersten Weltkrieg 1917 als Kommandeur des 4. Ingenieurregiments (4th Engineer Regiment) der American Expeditionary Forces (AEF) an den Kämpfen an Aisne und Marne, wofür er mit einem Silver Star ausgezeichnet wurde. 1920 wurde ihm erstmals die Army Distinguished Service Medal verliehen. Nach verschiedenen Verwendungen als Offizier und Stabsoffizier war er zwischen dem 22. September 1933 und dem 3. Oktober 1935 Bezirksingenieur von Rock Island und danach vom 4. Oktober 1935 bis zum 22. Mai 1936 während des New Deal Leitender Regionalingenieur der Behörde für Arbeitsbeschaffungsmaßnahmen WPA (Works Progress Administration) in Chicago, ehe er zwischen dem 27. Mai und dem 4. August 1936 Delegierter bei der Ständigen Internationalen Vereinigung der Kongresse für Navigation in Europa war.
Während Wheeler zwischen dem 15. August 1936 und dem 23. Juni 1936 das US Army War College in Carlisle absolvierte, war er vom 1. Februar 1937 bis Juli 1940 residierendes Mitglied der Behörde der Ingenieure für Fluss- und Hafenbau (Board of Engineers for Rivers & Harbors) und wurde als solcher am 1. Februar 1940 zum Oberst befördert. Anschließend fungierte er zwischen Juli 1940 und Juli 1941 als Instandhaltungsingenieur der Verwaltung für den Panamakanal sowie von Juli bis November 1941 als Assistierender Chef des Stabes der US Army (G 4) im Kriegsministerium und erhielt in dieser Verwendung am 29. September 1941 seine Beförderung zum Brigadegeneral. Er war von November 1941 bis Februar 1942 Chef der US-Militärmission im Irak, Iran und in Indien sowie zwischen dem 28. Februar 1942 und dem 10. April 1943 Kommandeur der Versorgungsdienste für den Kriegsschauplatz China, Burma und Indien und wurde dort am 11. März 1943 zum Generalmajor befördert. 1942 wurde er mit dem Orden Legion of Merit ausgezeichnet.
Im weiteren Verlauf des Zweiten Weltkrieges war Wheeler vom 18. Februar bis zum 6. April 1943 Kommandeur (Commanding Officer) der Kampfeinheiten an der Ledo-Straße in Burma sowie zwischen dem 10. April und dem 8. Juni 1943 Kommandeur der Rückwärtigen Dienste (Army Service Forces) und zugleich vom 24. April bis zum 8. Juni 1943 in Personalunion Kommandierender General für den Kriegsschauplatz China, Burma und Indien. Anschließend fungierte er zwischen dem 4. Juni 1943 und dem 15. November 1943 abermals als Kommandeur der Versorgungsdienste für den Kriegsschauplatz China, Myanmar und Indien sowie vom 16. November 1943 bis zum 12. November 1944 als Erster Verwaltungsoffizier des Südostasienkommandos SEAC (South East Asia Command) und wurde als solcher am 21. Februar 1944 auch zum Generalleutnant befördert. Für die dortigen Verdienste wurde ihm abermals die Army Distinguished Service Medal verliehen. Er war zwischen dem 12. November 1944 bis zum 4. Oktober 1945 stellvertretender Alliierter Oberkommandierender des Südostasienkommandos sowie in Personalunion vom 23. Juni bis zum 28. Juni 1945 sowohl Kommandierender General für den Kriegsschauplatz China, Burma und Indien als auch Kommandierender General des zum SEAC gehörenden Nördlichen Kampfkommandos NCAC (Northern Combat Area Command) in Burma. Auch für diese Verwendungen wurde er mit der Army Distinguished Service Medal geehrt.
Zuletzt löste Generalleutnant Wheeler am 1. Oktober 1945 Generalleutnant Eugene Reybold als Chefingenieur des US-Heeres (Chief of the US Army Corps of Engineers) ab und bekleidete diese Funktion bis zu seinem Eintritt in den Ruhestand am 28. Februar 1949, woraufhin Generalleutnant Lewis A. Pick seine Nachfolge antrat. Er war zwischen Dezember 1956 und April 1957 nach der Sueskrise mit der Abwicklung der Sueskanal-Gesellschaft (Compagnie universelle du canal maritime de Suez) betraut und erhielt für die dortigen Verdienste zum vierten Mal die Army Distinguished Service Medal.
Aus seiner 1912 geschlossenen Ehe mit Olive May Keithley Wheeler ging seine Tochter Margaret Irene „Peggy“ Wheeler Wilkinson hervor, die mit Oberst William C. Wilkinson, Jr., verheiratet war. Nach seinem Tode wurde er auf dem Nationalfriedhof Arlington beigesetzt.

## Auszeichnungen
- Army Distinguished Service Medal (4 x)
- Silver Star
- Legion of Merit

Daneben war er Knight Commander des Order of the British Empire (KBE) sowie Knight Commander des Order of the Indian Empire (KCIE).